# Pablo de la Cruz Yepes
Pablo de la Cruz Yepes (Medellín, 1893 - Bogotá, 1954) fue un arquitecto e ingeniero de principios del siglo XX, egresado de la Universidad de Antioquia y de la Universidad de Chile en Santiago de Chile, jefe del Ministerio de Obras Públicas de Colombia.

## Vida
Nació en Medellín en 1893, sus padres fueron Manuel de la Cruz y María Josefa Yepes, esposo de Julia Lascano. Cursó sus estudios universitarios en la Universidad de Antioquia y en la Universidad de Chile en Santiago, de donde se graduó en 1918, un año después regresó a Colombia, donde su primera incursión en el sector público la hizo en el ministerio de Obras Públicas, donde remplazó al arquitecto Gastón Lelarge en 1920, su carrera profesional la desarrolló tanto en el sector público y privado.
Pablo de la Cruz ocupó el cargo de arquitecto asesor de la Dirección de Edificios Nacionales siendo director Luis A. Bazzani; subdirector, el arquitecto Eusebio Sanz de Santamaría y ministro, Alfonso Araújo Gaviria . Durante el gobierno de Alfonso López Pumarejo, fue arquitecto asesor siendo ministro de Obras Públicas el ingeniero César García Álvarez y director de Edificios Nacionales Eusebio Sanz de Santamaría. Su carrera como arquitecto se inicia en Bogotá con el diseño y construcción de la casa Villa Adelaida para el pedagogo Agustín Nieto Caballero. Fue arquitecto de la Junta General de la Beneficencia de Cundinamarca entre 1922 y 1933;  arquitecto consultor de Ullen & Cía desde 1925, también fue arquitecto asesor en la reconstrucción de la ciudad de Manizales entre 1926 y 1928, luego de los incendios que arrasaron el centro de la ciudad.

## Proyectos
| Imagen | Año         | Nombre                                                 | Localización | País     | Estatus    | Descripción                        |
| ------ | ----------- | ------------------------------------------------------ | ------------ | -------- | ---------- | ---------------------------------- |
|        | 1914        | Quinta Villa Adelaida                                  | Bogotá       | Colombia | Construido |                                    |
|        | 1929-1931   | Edificio Manuel Peraza (atribuido)                     | Bogotá       | Colombia | Construido |                                    |
|        | 1920        | Colegio San Luis                                       | Zipaquirá    | Colombia |            |                                    |
|        | 1921 - 1927 | Primer Palacio de Justicia                             | Bogotá       | Colombia | Destruido  | Destruido en 1948 por el Bogotazo. |
|        | 1926        | Participación Hospital San Juan de Dios (de la Hortua) | Bogotá       | Colombia |            |                                    |
|        | 1926        | Banco del Ruiz                                         | Manizales    | Colombia |            |                                    |
|        | 1926        | Plaza de Bolívar                                       | Manizales    | Colombia | Demolido   |                                    |
|        | 1926 - 1928 | Parque de los Niños / Fundadores                       | Manizales    | Colombia | Demolido   |                                    |
|        | 1927        | Palacio Nacional                                       | Manizales    | Colombia | Demolido   |                                    |
|        | 1927        | Instituto Pedagógico Nacional                          | Bogotá       | Colombia | Demolido   |                                    |
|        | 1927        | Casa Aníbal Marulanda                                  | Pereira      | Colombia |            |                                    |
|        | 1933        | Asilo de ancianos                                      | Manizales    | Colombia | Demolido   | Posteriormente hospital.           |
|        | 1942 - 1943 | Clínica de la Presentación                             | Manizales    | Colombia | Construido |                                    |
|        |             | Edificio Nohora (Malkita)                              | Bogotá       | Colombia |            |                                    |
|        |             | Parque Nacional Olaya Herrera                          | Bogotá       | Colombia |            |                                    |

Entre otros proyectos.